# “湾区升明月”2023大湾区电影音乐晚会
“湾区升明月”2023大湾区电影音乐晚会，是於2023年6月29日舉辦的綜合性文藝晚會，由紫荊文化集團、電影頻道節目中心、鳳凰衛視主辦，英皇娱乐集团協辦，电视广播有限公司、深圳广播电影电视集团承办。本届晚會邀請了逾百位来自两岸四地的電影人和音樂人及文体科技界代表在舞台上演出。此次晚会是“湾区升明月”大湾区电影音乐晚会继2021年晚会后的第二届，亦首次在香港举办。

## 节目单
- 总导演：王平久、段嵘
- 主持人：
  - 蓝羽（电影频道主持人）、吴京（演员）、苏有朋（演员、歌手电影导演、制片人）、刘乃奇（澳门莲花卫视主持人）、陈贝儿（TVB主持人）、郭洋子（凤凰卫视主持人）、庞玮（深圳卫视主持人）

| 序号                 | 节目                                         | 表演者                                                                  |
| -------------------- | -------------------------------------------- | ----------------------------------------------------------------------- |
|                      |                                              |                                                                         |
| 第一单元：中国人组曲 |                                              |                                                                         |
| 1                    | 中乐演奏《龙腾虎跃》                         | 演出：成龙（香港）、香港中乐团                                          |
| 2                    | 歌曲《大地》                                 | 华晨宇、Supper Moment                                                   |
| 3                    | 歌曲《万里长城永不倒》                       | 演唱：成龙（香港）                                                      |
| 4                    | 歌曲《红日》                                 | 演唱：李克勤（香港）                                                    |
| 5                    | 歌曲《中国人》                               | 演唱：刘德华（香港）                                                    |
|                      |                                              |                                                                         |
| 第二单元：电影金曲   |                                              |                                                                         |
| 6                    | 歌曲《当年情》                               | 演唱：古巨基（香港）                                                    |
| 7                    | 歌曲《你是如此难以忘记》                     | 演唱：李宇春                                                            |
| 8                    | 歌曲《一生所爱》                             | 演唱：卢冠廷（香港）、吉克隽逸                                          |
| 9                    | 歌曲《星语心愿》                             | 演唱：张柏芝（香港）、颜人中（台湾）                                    |
| 10                   | 歌曲《倩女幽魂》                             | 演唱：钟楚曦、周柏豪（香港）                                            |
| 11                   | 歌曲《笑红尘》                               | 演唱：刘宇宁                                                            |
| 12                   | 歌曲《无名》                                 | 演出：王一博                                                            |
| 13                   | 歌曲《长路漫漫伴你闯》                       | 演唱：张卫健（香港）                                                    |
|                      | 圆桌互动                                     | 主持人：蓝羽、吴京 嘉宾：周海媚                                         |
| 14                   | 歌曲《刀剑如梦》                             | 演唱：谭维维                                                            |
| 15                   | 歌曲《温拿乐队金曲串烧》                     | 演唱：温拿乐队（香港）                                                  |
|                      | 圆桌互动（《封神第一部：朝歌风云》电影推介） | 主持人：蓝羽、苏有朋 嘉宾：乌尔善、费翔、黄渤、娜然、于适、温碧霞       |
|                      |                                              |                                                                         |
| 第三单元：家在大湾区 |                                              |                                                                         |
| 16                   | 短片《一江明月影》                           |                                                                         |
| 17                   | 歌曲《大湾区之美》                           | 演唱：莫华伦、周旋、张婉清、冼靖峰、赵小婷、黄嘉乐、杜天宇              |
| 18                   | 歌曲《彩云追月》                             | 演唱：容祖儿（香港）                                                    |
| 19                   | 歌曲《涛声依旧》                             | 演唱：李晨、杜江、郑恺                                                  |
| 20                   | 歌曲《晚风心里吹》                           | 演唱：曾黎、柳岩、李彩桦（香港）、许靖韵（香港）                        |
| 21                   | 歌曲《风的季节》                             | 演唱：耿乐、梁汉文（香港）、林晓峰（香港）、徐小凤（香港）              |
| 22                   | 歌曲《明月千里寄相思》                       | 演唱：徐小凤（香港）                                                    |
| 23                   | 歌曲《顺流逆流》                             | 演唱：徐小凤（香港）                                                    |
|                      | 话题互动                                     | 李现、贺峻霖                                                            |
| 24                   | 歌曲《不老的校园》                           | 演唱：李沁、刘雅瑟                                                      |
| 25                   | 歌曲《我是一只小小鸟》                       | 演唱：赵传（台湾）、白安（台湾）                                        |
| 26                   | 歌曲《特别的爱给特别的你》                   | 演唱：伍思凯（台湾）、贾静雯（台湾）                                    |
| 27                   | 歌曲《有何不可》                             | 演唱：许嵩                                                              |
| 28                   | 歌曲《水中花》                               | 演唱：郁可唯                                                            |
| 29                   | 歌曲《千千闋歌》                             | 演唱：陈慧娴（香港）                                                    |
| 30                   | 歌曲《朋友》                                 | 演唱：任达华（香港）                                                    |
| 31                   | 歌曲《失恋阵线联盟》                         | 演唱：草蜢（香港）                                                      |
| 32                   | 歌曲《爱上澳门》、《澳门就是这样》           | 演唱：关晓彤、王心妤（澳门）、董荞（澳门）                              |
| 33                   | 短片《粤韵流光》                             |                                                                         |
|                      | 圆桌互动                                     | 主持人：庞玮、郭洋子、王祖蓝 嘉宾：汪明荃、劳礼澳、许智群               |
| 34                   | 歌曲《梦里的珠江缓缓地流》                   | 演唱：江疏影、毛晓彤、蓝盈莹、卢靖姗（香港）                            |
| 35                   | 歌曲《湾》                                   | 演唱：周深                                                              |
|                      |                                              |                                                                         |
| 第四单元：陪我看电视 |                                              |                                                                         |
| 36                   | 歌曲《我的1997》                             | 演唱：艾敬                                                              |
| 37                   | 歌曲《上海滩》                               | 演唱：赵雅芝（香港）、吕良伟（香港）                                    |
| 38                   | 歌曲《笑看风云》                             | 演唱：陈松伶（香港）、汪小敏                                            |
| 39                   | 歌曲《留痕》                                 | 演唱：林保怡（香港）、陈慧珊（香港）                                    |
| 40                   | 歌曲《一生何求》                             | 演唱：温兆伦（香港）、刘惜君                                            |
| 41                   | 歌曲《万水千山总是情》                       | 演唱：汪明荃                                                            |
|                      |                                              |                                                                         |
| 第五单元：未来新天地 |                                              |                                                                         |
|                      | 圆桌互动                                     | 主持人：蓝羽、胡一虎、陈贝儿 嘉宾：霍启刚、吴志华、吴波、肖建峰、孙照龙 |
| 42                   | 歌曲《爱是一样的》                           | 演唱：张靓颖                                                            |
| 43                   | 歌曲《鸿雁》                                 | 演唱：阿云嘎                                                            |
| 44                   | 歌曲《花好月圆夜》                           | 演唱：杨千嬅（香港）                                                    |
| 45                   | 歌曲《信自己》                               | 演唱：杜德伟（香港）                                                    |
| 46                   | 歌曲《万疆》                                 | 演唱：李玉刚、刘浩存、魏大勋、胡先煦、范世錡                            |
| 47                   | 短片《“星辰大海”香港班征集片》               |                                                                         |
| 48                   | 歌曲《初恋》                                 | 演唱：炎明熹（香港）、曾比特（香港）                                    |
| 49                   | 歌曲《永不失联的爱》                         | 演唱：周兴哲（台湾）、苏运莹                                            |
| 50                   | 歌曲《邓丽君金曲串烧》                       | 演唱：常石磊                                                            |
| 51                   | 歌曲《那你呢》                               | 演唱：宇宙人                                                            |
| 52                   | 歌曲《圆》                                   | 演唱：周笔畅                                                            |
| 53                   | 歌曲《潇洒走一回》                           | 演唱：肖战                                                              |
| 54                   | 主题曲《港》                                 | 演唱：章子怡                                                            |
| 尾声                 |                                              |                                                                         |
| 55                   | 交响乐云演奏《东方之珠》、《我爱你，中国》   | 演奏：香港管弦乐团、澳门乐团、广州交响乐团、深圳交响乐团                |

